# Trelly
Trelly település Franciaországban, Manche megyében. Lakosainak száma 655 fő (2018. január 1.). Trelly Contrières, Cérences, Guéhébert, Le Mesnil-Aubert, Quettreville-sur-Sienne és Saint-Denis-le-Vêtu községekkel határos.

## Népesség
A település népessége az elmúlt években az alábbi módon változott:
| Lakosok száma | 622  | 551  | 507  | 497  | 562  | 671  | 664  | 674  | 659  | 655  |
|               | 1968 | 1975 | 1982 | 1999 | 2006 | 2011 | 2013 | 2016 | 2017 | 2018 |